# Gran Premio Waregem
El Gran Premio Waregem es una carrera ciclista belga limitada a corredores sub-23 que se disputa en Waregem (Provincia de Flandes Occidental) y sus alrededores, en el mes de marzo.
Creada en 1980, fue una prueba amateur hasta 2004. Desde la creación de los Circuitos Continentales UCI en 2005 formó parte del UCI Europe Tour hasta el 2007, primero en la categoría 1.2 y posteriormente en la categoría específica creada en 2007 para carreras sub-23 (1.2U). Desde el 2008 volvió ser amateur.

## Palmarés
| Año  | Ganador              | Segundo               | Tercero              |
| ---- | -------------------- | --------------------- | -------------------- |
| 1980 | Noël Segers          | Eddy Planckaert       | Luc Colijn           |
| 1981 | Dirk Demol           | Geert Dhondt          | Jean-Pierre Valepijn |
| 1982 | Etienne De Wilde     | Alain Lippens         | Robert Hendrickx     |
| 1983 | Johan Delathouwer    | Rudy Roels            | Danny Lippens        |
| 1984 | Nico Verhoeven       | Gino Lauwereys        | Cornelis Heeren      |
| 1985 | Yves Verlinden       | Marc Assez            | Jos van de Horst     |
| 1986 | Patrick Verplancke   | Paul Beirnaert        | Wilfried Peeters     |
| 1987 | Stephan Räkers       | Patrick Tolhoek       | Frank Francken       |
| 1988 | Marcel Wüst          | Jan Vervecken         | Pierre van Est       |
| 1989 | Mario Kummer         | Olaf Ludwig           | Uwe Raab             |
| 1990 | Martin Van Steen     | Raymond Meijs         | Dennis Overgaag      |
| 1991 | John den Braber      | Frank Francken        | Jan Erik Østergaard  |
| 1992 | Leon van Bon         | Erwin Thijs           | Eddy Vancraeynest    |
| 1993 | Yoeri Wandels        | Wim Vansevenant       | Ken Hashikawa        |
| 1994 | Marcel Vegt          | Lars Kristian Johnsen | Eddy Vancraeynest    |
| 1995 | Steven de Jongh      | Pascal Appeldoorn     | Gerard Kemper        |
| 1996 | Peter van der Velden | Christoph Roodhooft   | Goswin Laplasse      |
| 1997 | Johan Bruinsma       | Daniël van Elven      | Angelo van Melis     |
| 1998 | Nicolas L'Hôte       | Stefan Van Dijk       | Geoffrey Demeyere    |
| 1999 | Cedric Flasse        | Tom Serlet            | Torsten Nitsche      |
| 2000 | Stijn Devolder       | Roy Sentjens          | Rene Weissinger      |
| 2001 | Stijn Devolder       | Roy Sentjens          | Tom Boonen           |
| 2002 | Hans Dekkers         | Eric Baumann          | Giairo Ermeti        |
| 2003 | Andre Greipel        | Maurizio Biondo       | Moritz Veit          |
| 2004 | Wouter Weylandt      | Sebastien Minard      | Benjamin Vanherzeele |
| 2005 | Romain Fondard       | Tyler Farrar          | Alexandre Pichot     |
| 2006 | Jelle Vanendert      | Renaud Pioline        | Huub Duyn            |
| 2007 | Enrico Montanari     | Danilo Wyss           | Coen Vermeltfoort    |
| 2008 | Thomas De Gendt      | Jan Bakelants         | Marius Bernatonis    |
| 2009 | Cole House           | Jens Debusschere      | Jens Keukeleire      |
| 2010 | Thomas Chamon        | Arthur Vanoverberghe  | Zico Waeytens        |
| 2011 | Daniel McLay         | Sean De Bie           | Tom Van Asbroeck     |

## Palmarés por países
| País           | Victorias |
| -------------- | --------- |
| Bélgica        | 14        |
| Países Bajos   | 10        |
| Alemania       | 3         |
| Francia        | 2         |
| Italia         | 1         |
| Estados Unidos | 1         |
| Reino Unido    | 1         |